# Шевији
Шевији (фр. Chevilly) насеље је и општина у централној Француској у региону Центар (регион), у департману Лоаре која припада префектури Орлеан.
По подацима из 2011. године у општини је живело 2571 становника, а густина насељености је износила 61,57 становника/km². Општина се простире на површини од 41,76 km². Налази се на средњој надморској висини од 123 метара (максималној 138 m, а минималној 117 m).

## Демографија
| 1962. | 1968. | 1975. | 1982. | 1990. | 1999. | 2011. |
| ----- | ----- | ----- | ----- | ----- | ----- | ----- |
| 1.429 | 1.456 | 2.073 | 2.626 | 2.485 | 2.382 | 2.571 |

График промене броја становника у току последњих година